# Bermuda Championship
El Butterfield Bermuda Championship es un torneo de golf profesional del PGA Tour que debutó en 2019 como parte de la temporada 2020. El torneo se juega en el campo de golf Port Royal, diseñado por Robert Trent Jones, en Southampton, Bermudas. Originalmente designado como un evento alternativo, frente a WGC-HSBC Champions, el fondo de premios en 2019 fue de US $ 3 000 000.
En 2020 y 2021, como resultado de cancelaciones sucesivas de los campeones WGC-HSBC debido a la pandemia de COVID-19, el torneo se elevó al estado de evento completo de puntos de la Copa FedEx, y el ganador obtuvo una invitación al Torneo Masters. Como torneo de campo completo, el fondo de premios fue de $ 4 millones en 2020 y de $ 6,5 millones en 2021 cuando Butterfield Bank se unió a la Junta de Turismo de Bermuda como copatrocinadores.

## Ganadores
| Año                              | Ganador                          | Puntaje                          | Al par                           | Margen de victoria               | Segundo(s)                       | Bolsa del ganador ($)            | Bolsa ($)                        |
| Butterfield Bermuda Championship | Butterfield Bermuda Championship | Butterfield Bermuda Championship | Butterfield Bermuda Championship | Butterfield Bermuda Championship | Butterfield Bermuda Championship | Butterfield Bermuda Championship | Butterfield Bermuda Championship |
| -------------------------------- | -------------------------------- | -------------------------------- | -------------------------------- | -------------------------------- | -------------------------------- | -------------------------------- | -------------------------------- |
| 2023                             | Camilo Villegas                  | 260                              | −24                              | 2 golpes                         | Alex Noren                       | 1,170,000                        | 6.500.000                        |
| Bermuda Championship             |                                  |                                  |                                  |                                  |                                  |                                  |                                  |
| 2022                             | Seamús Power                     | 265                              | −19                              | 1 golpe                          | Thomas Detry                     | 1,170,000                        | 6.500.000                        |
| Bermuda Championship             |                                  |                                  |                                  |                                  |                                  |                                  |                                  |
| 2021                             | Lucas Herbert                    | 269                              | −15                              | 1 golpe                          | Danny Lee Patrick Reed           | 1,170,000                        | 6.500.000                        |
| Bermuda Championship             |                                  |                                  |                                  |                                  |                                  |                                  |                                  |
| 2020                             | Brian Gay                        | 269                              | −15                              | Playoff                          | Wyndham Clark                    | 720.000                          | 4.000.000                        |
| 2019                             | Brendon Todd                     | 260                              | −24                              | 4 golpes                         | Harry Higgs                      | 540 000                          | 3,000,000                        |